# 獨立性 (數理邏輯)
在數理邏輯上，獨立性指的是一個句子相對於其他句子的不可證明性。
若一個句子{\displaystyle \sigma }獨立於一個一階理論{\displaystyle T}，那就表示說{\displaystyle \sigma }在{\displaystyle T}中是不能證明也不能否證的，也就是說不能由{\displaystyle T}證明{\displaystyle \sigma }，也不能由{\displaystyle T}證明{\displaystyle \sigma }為偽。對於這樣的{\displaystyle \sigma }，有時會說{\displaystyle \sigma }在{\displaystyle T}中是不可判定的，而這裡的「不可判定」跟決定性問題中的「不可判定」是不同的。
若理論{\displaystyle T}中的每項公設都不能由{\displaystyle T}中的其他公設證明，則說{\displaystyle T}是獨立的，一個有著獨立公設集合的理論又稱可獨立公設化的。

## 用法注意
在一些作者的用法下，「{\displaystyle \sigma }獨立於{\displaystyle T}」只表示「{\displaystyle \sigma }在{\displaystyle T}中是不能證明的」，但不表示{\displaystyle \sigma }是不能否證的，而這些作者在講說「{\displaystyle \sigma }在{\displaystyle T}中是不能證明也不能否證的」時候，常會說「{\displaystyle \sigma }是獨立且自洽於{\displaystyle T}的。」

## 集合論中的獨立結果
- 選擇公理
- 連續統假設
- 蘇斯林問題

在假定ZFC（帶有選擇公理的策梅洛-弗兰克尔集合论）本身自洽的狀況下，下述的問題是獨立於ZFC的：
- 強不可達基數的存在性
- 大基數的存在性
- 庫瑞巴樹（英语：Kurepa tree）的存在性

下述的問題不相容於選擇公理，故不與ZFC相容；然而這些問題很可能獨立於ZF；換句話說下述的問題不能在ZF中證明，且只有少數的集合論專家期望在ZF中找到這些問題的否證；然而即使ZF是自洽的，也無法以ZF證明下述的問題獨立於ZF：
- 決定公理
- 實決定公理（英语：Axiom of real determinacy）
- AD+（英语：AD+）

## 在物理理論上的應用
自2000年起，學界開始認為邏輯獨立性在物理基礎上扮演著關鍵角色。

## 註解
1. ↑  Paterek, T.; Kofler, J.; Prevedel, R.; Klimek, P.; Aspelmeyer, M.; Zeilinger, A.; Brukner, Č., , New Journal of Physics, 2010, 12: 013019, Bibcode:2010NJPh...12a3019P, arXiv:0811.4542 , doi:10.1088/1367-2630/12/1/013019
2. ↑  Székely, Gergely, , Reports on Mathematical Physics, 2013, 72 (2): 133–152, Bibcode:2013RpMP...72..133S, arXiv:1202.5790 , doi:10.1016/S0034-4877(13)00021-9